# Misterium zbrodni
Misterium zbrodni (ang. The Reckoning) – dramat historyczny z 2004 roku w reżyserii Paula McGuigana. Film powstał na podstawie powieści Morality Play Barry'ego Unswortha, przedstawiającej XIV-wieczną Anglię, gdy kraj był pustoszony przez zarazy i choroby.